# William Joseph Dendinger

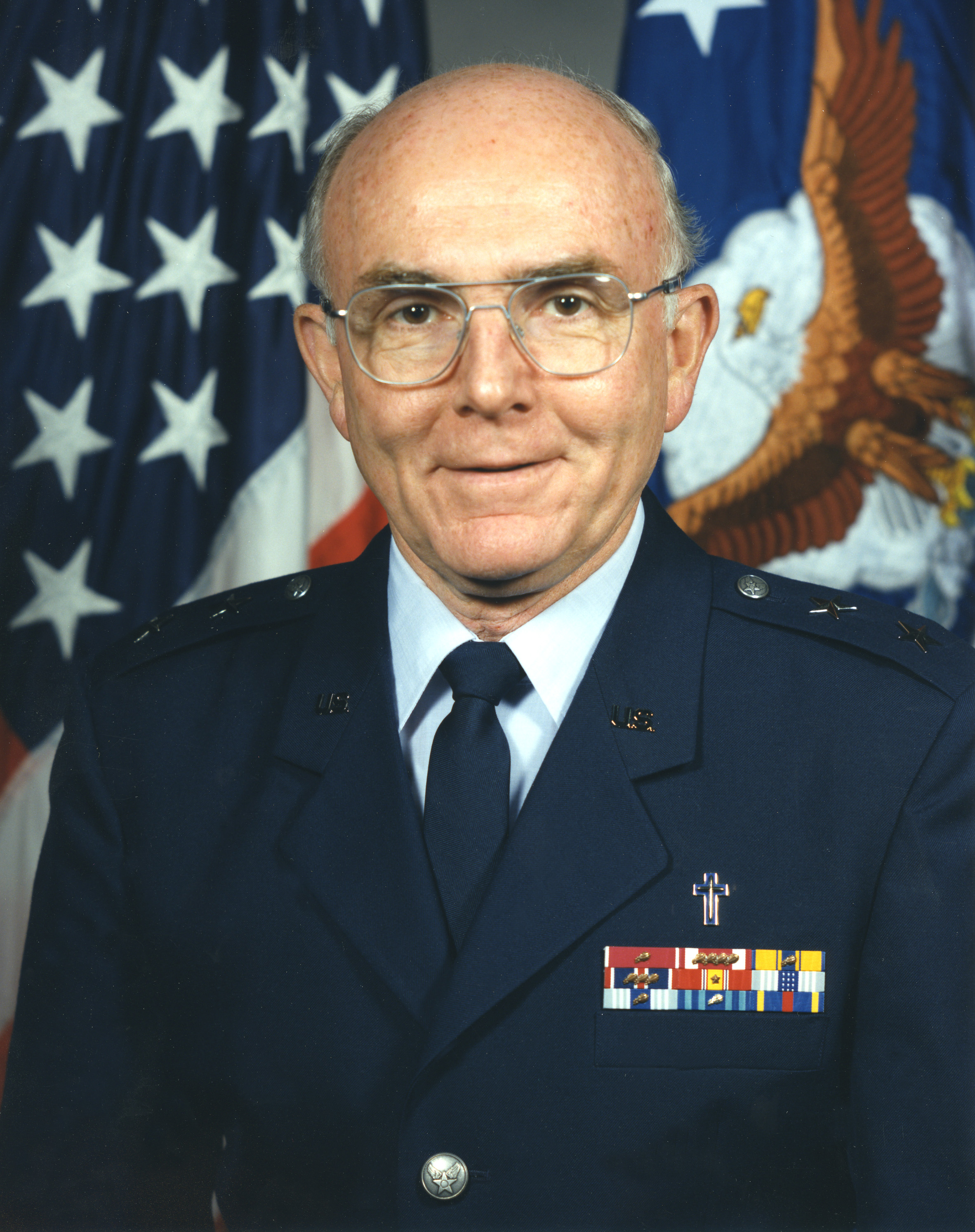
William Joseph Dendinger

William Joseph Dendinger (* 8. August 1939 in Coleridge) ist ein US-amerikanischer Geistlicher, emeritierter Bischof von Grand Island und pensionierter 2-Sterne General der United States Air Force.

## Leben

### Ausbildung
- 1961 Bachelor of Arts in Philosophie und Englisch, Immaculate Conception Seminary, Conception, Missouri.
- 1964 Master of Arts in Theologie, Aquinas Institute, Dubuque, Iowa
- 1969 Master-of-Science-Abschluss in Beratung, Creighton University, Omaha, Nebraska

Am 29. Mai 1965 empfing er die Priesterweihe.

### Militärische Laufbahn
Im Jahr 1970 wurde William Joseph Dendinger nach fünf Jahren in zivilen Gemeinden und Lehrtätigkeit an katholischen Schulen in der Erzdiözese Omaha (Nebraska) Kaplan in der US Air Force. Ab 1973 besuchte er die Offiziersschule auf der Maxwell Air Force Base, Alabama; 1978 begann er ein Graduiertenstudium an der School of Applied Theology in Berkeley, Kalifornien.
Er diente auf allen Verantwortungsebenen in der USAF-Militärseelsorge. Bis zu seinem Eintritt in den Ruhestand am 1. Mai 2001 im Rang eines Generalmajors war er Chef der Militärseelsorge der US Air Force am Hauptsitz der US Air Force. Als Mitglied eines besonderen Stabes beim Stabschef beriet er diesen in allen Angelegenheiten, die religiöse und moralische Belange des Air-Force-Personals betreffen. Außerdem war er verantwortlich für die Einführung eines Gesamtprogrammes, das die religiösen Bedürfnisse aller Mitglieder der US Air Force erfüllen sollte. Als Chef der Militärseelsorge war er Kommandeur einer aus aktiven, Guard-, Reserve- und zivilen Kräften bestehenden Truppe von mehr als 850.000 Mitarbeitern, die an etwa 1.300 Standorten in den Vereinigten Staaten und in Übersee vertreten war. Er führte eine Air Force Einheit von ca. 2.200 Militärseelsorgern und Mannschaften unter den aktiven und Air Reserve Einheiten. Als Mitglied des Armed Forces Chaplains Board nahmen er und andere Mitglieder Aufgaben als Berater des Verteidigungsministers und der Joint Chiefs of Staff wahr, die sich auf Fragen der Religion, Ethik und Lebensführung bezogen.
Dienststellungen
- Juli 1970 – Juli 1972: Basiskaplan, Maxwell Air Force Base, Alabama
- Juli 1972 – Dezember 1974: Basiskaplan, Yokota Air Base, Japan
- Dezember 1974 – August 1978: Kaplan, US Air Force Academy, Colorado Springs, Colorado
- August 1978 – September 1979: Student, School of Applied Theology, Berkeley, Kalifornien
- September 1979 – September 1980: Basiskaplan, Osan Air Base, Südkorea
- September 1980 – Januar 1982: Basiskaplan, Mather Air Force Base, Kalifornien
- Januar 1982 – Februar 1985: Mitglied des Chaplain Resource Board, USAF Chaplain Service Institute, Maxwell Air Force Base, Alabama
- Februar 1985 – Mai 1988: Basiskaplan, Hahn Air Base, Bundesrepublik Deutschland
- Juni 1988 – Juni 1993: Verantwortlicher Offizier für Pläne und Programme und später Chef des Geschäftsbereichs Pläne und Programme im Büro des Air Force Chef der Militärseelsorge, Bolling Air Force Base, Washington, D.C.
- Juni 1993 – September 1995: Befehlshabender Militärseelsorger im Hauptquartier des Air Combat Command, Langley Air Force Base, Virginia.
- September 1995 – Juni 1997: stellvertretender Chef der Militärseelsorge der US Air Force, Hauptquartier der US Air Force
- Juni 1997 – April 2001: Chef der Militärseelsorge der US Air Force, Hauptquartier der US Air Force

### Bischofsamt
Papst Johannes Paul II. ernannte ihn am 14. Oktober 2004 zum Bischof von Grand Island. Die Bischofsweihe spendete ihm der Erzbischof von Omaha, Elden Francis Curtiss, am 13. Dezember desselben Jahres; Mitkonsekratoren waren Fabian Wendelin Bruskewitz, Bischof von Lincoln, und Lawrence James McNamara, Altbischof von Grand Island.
Am 14. Januar 2015 nahm Papst Franziskus seinen altersbedingten Amtsverzicht an.